# Gurdwara

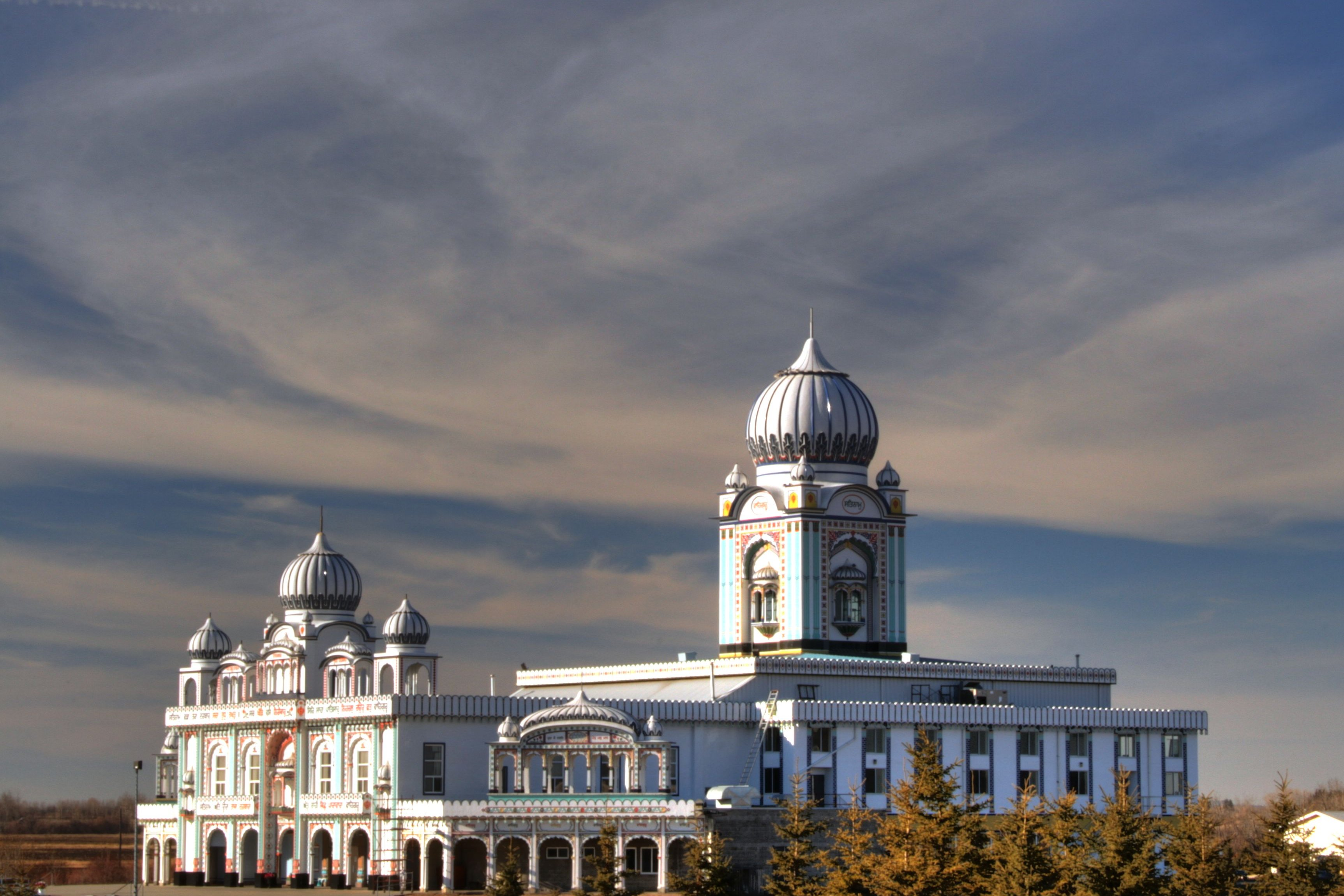
Una gurdwara a Edmonton, Canadà.

Una gurdwara és el lloc de culte (temple) sikh. Cada gurdwara guarda una còpia del llibre sagrat Adi Granth i serveix com a punt de trobada per a la veneració, incloent la recitació, el cant i la clarificació de l'escriptura sagrada. En aquests edificis tenen una cuina comunitària i de vegades una escola. En les llars particulars es reserva una habitació per a l'adoració, sent anomenada també gurdwara.
Amb freqüència es fan pelegrinatges cap a les gurdwares relacionats amb les vides dels gurus sikh, principalment al Temple Daurat d'Amritsar. A l'estat espanyol hi ha diverses gurdwares, en ciutats com Madrid, Barcelona, València o Palma, a on cada diumenge es reuneixen els fidels del sikhisme. També hi ha gurdwares a l'Amèrica Llatina, a països com Argentina, Mèxic, Panamà i Uruguai.